# Krakės
Krakės est un village de la municipalité du district de Kėdainiai au centre de la Lituanie. Le village est proche de la rivière Smilgaitis. La population est de 841 habitants en 2011.

## Histoire
Le 2 septembre 1941, 1 125 Juifs de Krakės et des villages voisins sont assassinés. Le site de cette exécution de masse est à Peštinukai situé à 1,5 kilomètre de Krakės. Les membres du Einsatzgruppen qui ont fait ce massacre sont des Allemands aidés par leurs collaborateurs lituaniens.